# Sylvia Roemer
Sylvia Roemer est une artiste de layout américaine principalement connue pour son travail au sein de studios Disney.

## Filmographie
- 1967 : Le Livre de la jungle
- 1968 : Winnie l'ourson dans le vent
- 1970 : Les Aristochats
- 1973 : Robin des Bois
- 1974 : Winnie l'ourson et le Tigre fou
- 1977 : Les Aventures de Winnie l'ourson
- 1977 : Les Aventures de Bernard et Bianca
- 1978 : Le Petit Âne de Bethléem
- 1981 : Rox et Rouky
- 1983 : Le Noël de Mickey
- 1985 : Taram et le Chaudron magique, stylisme couleurs
- 1986 : Basil, détective privé, stylisme couleurs